# Domènec Perera
Domènec Perera (?, segle xvii - Barcelona, 1706) fou un diplomàtic i advocat català. El 1704, acompanyat d'Antoni de Peguera i d'Aimeric, es reuní a Gènova amb l'enviat de la reina Anna d'Anglaterra, Mitford Crowe, per acordar les bases del pacte anglo-català durant la Guerra de Successió.
Crowe tenia la missió de vincular els catalans al pacte de la Gran Aliança de la Haia i així obtenir-ne el suport al desembarcament a la costa catalana de l'arxiduc Carles d'Àustria. La condició era disposar de sis mil homes armats al territori per prendre tot seguit Barcelona. Peguera i Pareras, bons coneixedors del coratge i l'esperit antiborbònic dels anomenats Vigatans, varen creure que ells eren els únics que podien garantir en tot el país un aixecament d'aquesta envergadura, i Domènec Pareras va tornar d'amagat a Vic per prendre contacte amb el grup vigatà i exposar-los les condicions dels anglesos.
Els principals caps dels vigatans foren convocats el 17 de maig de 1705 a l'ermita de Sant Sebastià de Santa Eulàlia de Riuprimer pel vicari general del bisbat de Vic i rector de la parròquia, Llorenç Tomàs i Costa.
Al final de la reunió, coneguda com la del pacte dels Vigatans, se signaren poders avalant la gestió dels dos emissaris, Domènec Pareras i Antoni de Peguera, en les negociacions amb l'anglès Crowe. En l'acord s'establia el compromís per part del vigatans d'aixecar 6.000 homes armats per facilitar el desembarcament a canvi que Anglaterra defensés les constitucions de "la noble nació catalana" i subministrés tropes.
El 20 de juny de 1705, aquest acord de Sant Sebastià seria recollit en part en el
determinant Pacte de Gènova i el destí dels catalans canviava en entrar definitivament
en la Guerra de Successió.
Pareras tornà acompanyant l'arxiduc Carles, el qual desembarcà a Altea. Des d'allí, Pareras marxà per terra fins a Vic, on entregà als austriacistes una carta del príncep Jordi de Hessen-Darmstadt.
Pareras lluità en la presa de Barcelona pels austriacistes i morí en la seva defensa durant el setge del 1706.